# 3-й Силикатный проезд
Тре́тий Силика́тный прое́зд — улица на западе Москвы в районе Хорошёво-Мнёвники Северо-Западного административного округа от Карамышевской набережной до Звенигородского шоссе.

## Происхождение названия
Проезд был образован в 1953 году и назван по Силикатному заводу, расположенному в этом районе.

## Описание
3-й Силикатный проезд начинается от восточной оконечности Карамышевской набережной и проходит на север к эстакаде Звенигородского шоссе недалеко от 2-го Силикатного. После окончания строительства продолжения Звенигородского шоссе существовавший ранее 4-й Силикатный проезд вошёл в его состав, а 5-й автобусный парк оказался по другую сторону шоссе, хотя и сохранил адрес: 3-й Силикатный, 9.

## Учреждения и организации
- Дом 3 — типография «Авангард»;
- Дом 4 — ночлежный дом СЗАО;
- Дом 9 — 5-й автобусный парк.